# Mesopotamia Air
Mesopotamia Air es una aerolínea con base en Suleimaniya, Irak.

## Flota
La flota de Mesopotamia Air se compone de los siguientes aviones (a 1 de diciembre de 2010):
- 1 BAe 146-200

## Destinos
- Viena
- Ámsterdam (via Viena)
- Frankfurt (via Viena)
- Londres    (via Viena)